# 元康 (漢)
元康（げんこう）は、中国、前漢の宣帝劉詢の治世に行われた3番目の元号。
紀元前65年 - 紀元前61年。

## 出来事
- 2年2月：王氏を立后（王皇后）。

## 西暦との対照表
| 元康 | 元年   | 2年    | 3年    | 4年    | 5年    |
| 西暦 | 前65年 | 前64年 | 前63年 | 前62年 | 前61年 |
| 干支 | 丙辰   | 丁巳   | 戊午   | 己未   | 庚申   |